# Robert Winters
Pour les articles homonymes, voir Winters.
Robert Henry Winters, né le 18 août 1910 à Lunenburg (Nouvelle-Écosse) et mort le 10 octobre 1969 à Monterey (Californie), est un homme politique canadien de la Nouvelle-Écosse et de l'Ontario. Il est député fédéral libéral de la circonscription néo-écossaise de Queens—Lunenburg de 1945 à 1949, de Lunenburg de 1949 à 1953, à nouveau de Queens—Lunenburg de 1953 à 1957  et de la circonscription ontarienne de York-Ouest de 1965 à 1968 . Il est ministre dans les cabinets des premiers ministres Louis St-Laurent et Lester Pearson

## Biographie
Né à  Lunenburg en Nouvelle-Écosse, Winters étudie à l’Université Mount Allison de Sackville et ensuite au Massachusetts Institute of Technology (MIT) où il complète une formation en génie électrique. Il travaille ensuite pour la Northern Electric et s'enrôle dans l'armée canadienne lors de la Seconde Guerre mondiale. Pendant le conflit, il atteint le rang de lieutenant-colonel.

### Carrière politique
Élu pour la première fois lors de l'élection de 1945, Winters entre au cabinet de Louis St-Laurent à titre de ministre des Travaux publics (ministre de la Reconstruction et des Approvisionnements) dès 1948.  Réélu en 1949, il conserve son ministère jusqu'en 1950 pour obtenir celui des Ressources et du Développement. Élu à nouveau en 1953, il hérite du ministère des Travaux publics. Il conserve ce ministère jusqu'à l'élection de 1957, moment où lui et le gouvernement sont défaits.
De retour dans le monde des affaires, il devient chef exécutif de plusieurs compagnies. Il est également embauché par le gouvernement de Terre-Neuve pour négocier l'entente liée à Churchill Falls, ce qui lui confère une certaine notoriété à travers la province.
Persuadé par Lester Pearson de revenir en politique, il se représente et est élu député de York-Ouest (aujourd'hui Humber River—Black Creek) dans la région de Toronto en 1965. Pearson le nomme alors ministre du Commerce et ministre responsable de la Commission canadienne du blé. Près du milieu des affaires et fiscalement plus conservateur que le ministre des Finances Walter L. Gordon, il annonce initialement ne pas vouloir se présenter à la succession de Pearson lors de la course à la chefferie du Parti libéral du Canada de 1968 (en) . Cependant, il change d'idée et démissionne de son poste de ministre afin de se présenter. Il termine deuxième d'une course de neuf candidats, derrière Pierre Elliott Trudeau et devançant John Turner.
Winters quitte ensuite la politique et devient président de la Brazilian Light and Power et vice-président de la banque CIBC. Il s'implique également dans la nouvelle Université York de Toronto.

### Fin de vie
Alors en Californie en 1969, Winters succombe à une attaque cardiaque durant une partie de tennis. Il meurt durant le trajet en ambulance à l'âge de 59 ans.
Le Winters College de l'Université York est nommé en son honneur.